# لوكاس ألفيس دي أراوغو
لوكاس ألفيس دي أراوغو (بالبرتغالية: Lucas Alves de Araujo‏) هو لاعب كرة قدم برازيلي في مركز قلب الدفاع، ولد في 22 يوليو 1992 في أوساسكو في البرازيل. لعب مع نادي كورينثيانز ونادي الطائي السعودي و نادي النصر الإماراتي.

## وصلات خارجية
- لوكاس ألفيس دي أراوغو على موقع قاعدة بيانات كرة القدم.إي يو (الإنجليزية)
- لوكاس ألفيس دي أراوغو على موقع Soccerway.com (الإنجليزية)
- لوكاس ألفيس دي أراوغو على موقع عالم كرة القدم.نت (الإنجليزية)